# Ronnie Von: O Príncipe Que Podia Ser Rei
Ronnie Von: O Príncipe Que Podia Ser Rei é um livro de 2014, escrito pelos jornalistas Antonio Guerreiro e Luiz Cesar Pimentel. Trata-se de uma biografia autorizada do cantor e apresentador Ronnie Von.
A biografia foi lançada com um encontro com o cantor e os autores na Avenida Paulista, em São Paulo, onde centenas de fãs o esperavam por uma foto e autógrafo.
Em relação as resenhas dos críticos literários, alguns acharam que o livro tinha todas as premissas para ser uma excelente biografia, no entanto, não dá espaço para o contraditório e não se aprofunda nos trabalhos televisivos e fonográficos do cantor.
Algumas pessoas mencionadas no livro, como Anna Luiza, a ex-namorada do cantor, contestaram a veracidade de algumas das histórias relatadas por ele, sobretudo a relação amorosa entre os dois.

## Enredo
Ronaldo Lindenberg Von Schilgen Cintra Nogueira, o Ronnie Von, nasceu em Niterói, em 17 de julho de 1944.
Ronnie Von queria ser piloto. Prestou exame para a Escola Preparatória de Cadetes do Ar de Barbacena e, aos 17 anos, fez seu primeiro voo sozinho, num Folker T-21, que ele narra como um dos dias mais emocionantes de sua vida. Mas Ronnie Von logo foi forçado a assumir os negócios da família e a estudar economia.
Sua carreira como cantor começou por acaso no bar Beco das Garrafas, quando foi obrigado a dar uma canja e acabou descoberto por João Araújo, diretor artístico da Philips (atual Universal). A primeira gravação foi um fenômeno, e Hebe Camargo lhe deu o apelido pelo qual é conhecido até hoje, Príncipe.
Contrariando sua família, Ronnie Von começou sua carreira no auge da Jovem Guarda, embora nunca tenha participado do programa apresentado por Roberto Carlos, Erasmo e Wanderléa. De modo independente e inesperado, fez grande sucesso com as canções "A Praça", de Carlos Imperial, e "Meu bem", uma versão em português do próprio Ronnie para a música "Girl" dos Beatles. Em 1966, comandou o programa O Pequeno Mundo de Ronnie Von, no qual lançou artistas importantes como Os Mutantes, Eduardo Araújo, Os Vips, Martinha, Jerry Adriani e Gal Costa.
Suas experiências como "pai e mãe" resultaram no livro Mãe de Gravata, e a ideia de apresentar um programa feminino veio do amigo e publicitário Washington Olivetto.